# 신림중학교 (전북)
신림중학교(新林中學校)는 대한민국 전북특별자치도 고창군 신림면 무림리에 있는 공립 중학교이다.

## 학교 연혁
- 1971년 1월 16일 : 신림중학교 9학급 설립인가
- 1971년 3월 5일 : 개교
- 1994년 3월 1일 : 6학급 학칙변경 인가
- 2022년 3월 1일 : 제24대 최금임 교장 취임
- 2024년 1월 4일 : 제51회 졸업 (졸업생 6명, 총수 4,130명)
- 2024년 3월 4일 : 신입생 10명(남 5명, 여 5명) 입학

## 참고 자료
- 신림중학교 - 한국교육학술정보원 학교알리미